# Dalbergia sissoo
Espèce
Le Sesham (Dalbergia sissoo) est une espèce d'arbres de la famille des Fabacées. Il est aussi appelé « Shisham », « Sheesham » ou « Sissoo ». Il fournit un bois utilisé en ébénisterie.

## Description
Le Sesham est un arbre élancé à feuilles caduques qui pousse au nord de l'Inde, au Pakistan et au Népal. Il pousse principalement le long des fleuves et rivières en dessous de 900 m d'altitude, mais peut se trouver jusqu'à 1 300 m d’altitude. Il peut atteindre 25 m de hauteur et 2 à 3 m de diamètre, mais est généralement plus petit.
Le Sesham est plus connu internationalement comme variété de premier choix de bois de rose. Après le bois de teck, c'est l'arbre le plus cultivé en Inde. Il est même planté sur des bords de routes et autour des plantations de thé pour son ombrage. Il est extrêmement dense et résiste aux termites.
Cette espèce est protégée (inscrite à l'Annexe II de la Convention de Washington).

## Utilisation
Dans les secteurs de la menuiserie et de l’ébénisterie, le Sesham s’utilise dans la fabrication de coffrets et meuble et est utilisé comme bois de placage. La teinte du cœur de l’arbre varie de l’or au brun foncé. Le bois de sesham est utilisé dans la fabrication d’instruments de musique, de bateaux, de parquets et dans divers placages.

## Maladies
On signale au Pakistan pour la première fois en 2011 des arbres infectés par un champignon qui est le même que celui qui cause la maladie dite du chancre coloré du platane (Ceratocystis platani ou Ceratocystis fimbriata f. sp. platani (champignon microscopique), probablement été introduit en France à partir des États-Unis en 1944. Cette maladie s'étend depuis la fin du XXe siècle en Aquitaine, Languedoc-Roussillon (le long du canal du Midi), en Midi-Pyrénées, Provence-Alpes-Côte d'Azur et Rhône-Alpes et touche aussi la Grèce, l'Italie, la Suisse. Ce champignon tue les platanes en quelques mois à trois ans, après craquellement de l'écorce et coloration violacée.